# 廣東大馬路／鴻發 (巴士站)
廣東大馬路／鴻發（葡萄牙語：Av. Kwong Tung / Edf. Hung Fat）位於澳門氹仔廣東大馬路的一個巴士站，澳巴35、MT5路線途經此站。

## 歷史
- 2009年10月18日，澳門特區政府交通事務局進行第三階段巴士路線調整，50路線開辦，以本站為總站。[1]

- 2011年8月1日，50路線總站由本站調整至「亞馬喇前地」，取消停靠此站。

- 2015年9月1日，MT5路線開設，新增停靠本站。[2]

- 2016年8月29日，30X路線開設，新增停靠本站。[3]

- 2017年4月10日，30X路線取消停靠本站。[4]

- 2018年9月29日，11、30路線取消停靠本站。[5]

## 路線資料
| 澳巴 | 35  | ↺ 澳門協和醫院 輕軌協和醫院站 | 蘇利安圓形地 | - 盧廉若馬路（菩提園、葡京花園） - 南新花園、賽馬會及柯維納馬路（ 輕軌馬會站） - 氹仔海濱花園（ 輕軌海洋站） - 海洋花園（紫荊苑） |                                         |
| 澳巴 | MT5 | 湖畔大廈                      | ↺ 皇朝       | - 史伯泰（麗景灣酒店） - 蘇利安圓形地（小潭山觀景台） - 亞馬喇前地 - 總統酒店 - 城市日大馬路（凱旋門、永利、美高梅）              | 平日尖峰時段服務 例假日及強制性假期停駛 |

## 鄰近公共運輸站
T307 宋玉生博士圓形地（Rotunda Dr. Carlos A. C. P. d' Assumpção）
路線：11、35、37、39、72、N2

## 外部連結
- 澳巴官方網站 （繁體中文） （页面存档备份，存于）